# التاویلا میلیسیا
التاویلا میلیسیا (به ایتالیایی: Altavilla Milicia) یک سکونتگاه مسکونی در ایتالیا است که در استان پالرمو واقع شده‌است.

## خصوصیات
التاویلا میلیسیا ۲۳٫۸ کیلومترمربع مساحت و ۵٬۲۵۷ نفر جمعیت دارد و ۷۳ متر بالاتر از سطح دریا واقع شده‌است.